# 塔季揚娜·米特科娃
塔季揚娜·米特科娃（俄語：Татьяна Ростиславовна Миткова，1957年—）是一位俄羅斯電視台NTV的電視記者。她於1991年因拒絕報導蘇聯關於立陶宛起義的官方新聞而聞名。於2001年，英國廣播公司新聞把米特科娃形容為俄羅斯其中一個“最知名的新聞節目主持人”。
於1991年，塔季揚娜·米特科娃獲保護記者委員會頒發国际新闻自由奖。